# أورسولا غوثير
أورسولا غوثير (بالفرنسية: Ursula Gauthier)‏ هي صحفية وكاتبة سيناريو فرنسية، ولدت في القرن العشرين.

## وصلات خارجية
- أورسولا غوثير على موقع IMDb (الإنجليزية)